# Суб'єкт аудиторської діяльності
Суб'єкт аудиторської діяльності — аудиторська фірма або аудитор, що відповідає таким критеріям: провадить аудиторську діяльність як фізична особа — підприємець або провадить незалежну професійну діяльність; набув права на провадження аудиторської діяльності на підставах та в порядку, передбачених Законом України «Про аудит фінансової звітності та аудиторську діяльність»; включений до Реєстру як суб'єкт аудиторської діяльності.